# Cauffry
Cauffry är en kommun i departementet Oise i regionen Hauts-de-France i norra Frankrike. Kommunen ligger i kantonen Liancourt som tillhör arrondissementet Clermont. År 2022 hade Cauffry 2 669 invånare.

## Befolkningsutveckling
Antalet invånare i kommunen Cauffry
| Referens: INSEE |